# Orkener Park
Der Orkener Park ist eine öffentliche Grünfläche in Grevenbroich Orken. Das 2000 m² große Areal befindet sich an der Straßenkreuzung Blumenstraße und Richard-Wagner-Straße.

## Geschichte
Der Orkerner Park wurde 2016 als Trittstein im Biotopverbund für das UN-Dekadeprojekt zur Förderung der Biodiversität zertifiziert. Mit dem Projekt sollen ökologische „Trittsteine“ zur Verbreitung von Tieren und Pflanzen in bebauten Zonen ermöglicht werden.
Auf dem Gelände des Orkener Parks stand im Zweiten Weltkrieg ein Doppelbunker, der vielen Anwohnern das Leben rettete. Dessen gesprengte unterirdische Überreste sind durch eine Wildblumenwiese und Grenzmarken hervorgehoben worden.
Damit auch die nachkommenden Generationen diese Schreckenszeit nicht vergessen, wurde am 8. Mai 2025, 80 Jahre nach Kriegsende, eine Weltkriegsbombe, bemalt vom Grevenbroicher Künstler Patrick Schmitz, als Mahnmal errichtet und feierlich eingeweiht. Die Aktion war ein Gemeinschaftsprojekt mit dem Verein Luftschutzanlagen Rhein Kreis Neuss e. V., ermöglicht durch das Förderprogramm des Land NRWs.

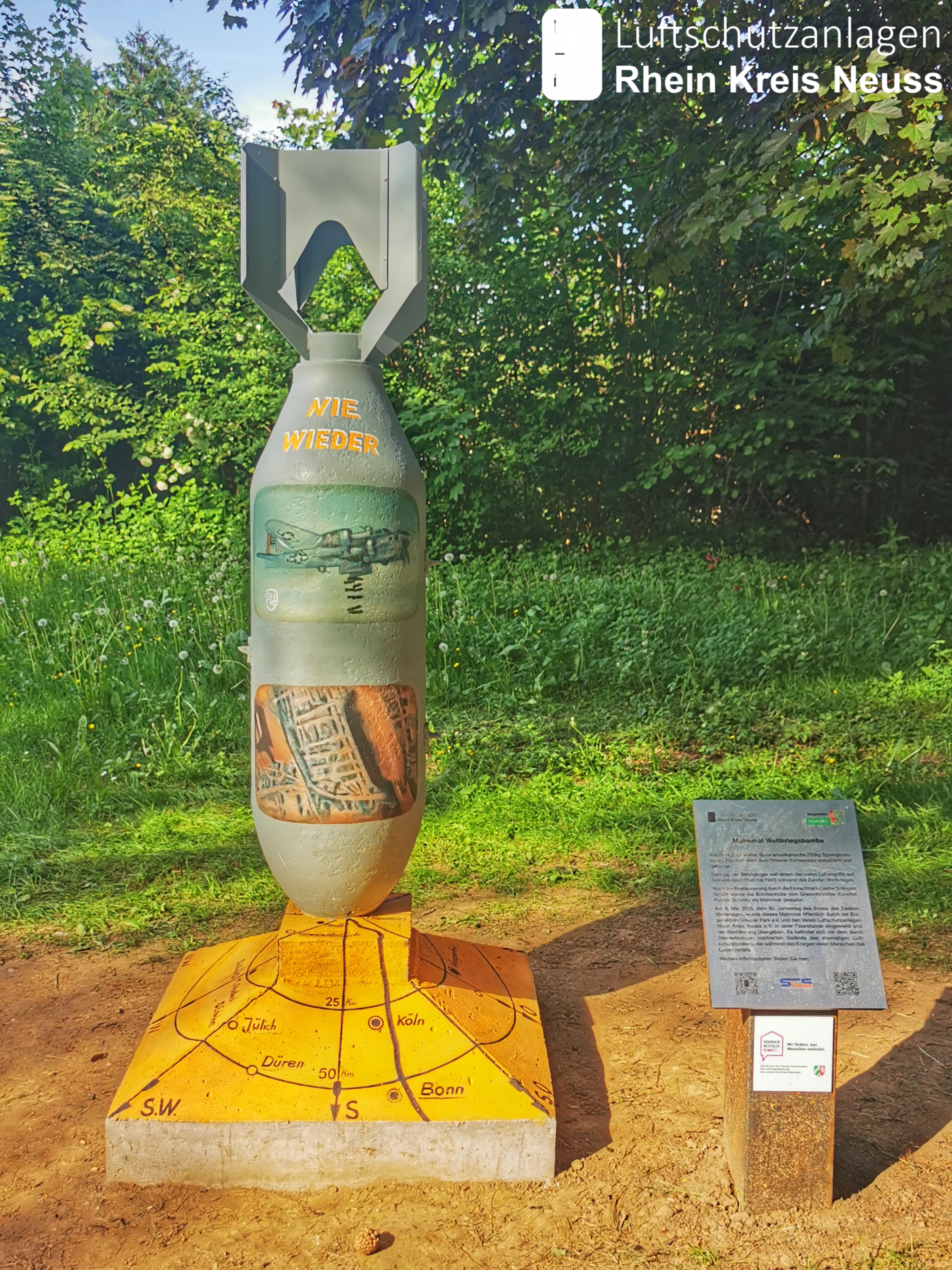
Mahnmal Weltkriegsbombe

Der Park wird vom ehrenamtlichen Verein Bürgeraktion Orkener Park e. V. betreut. Auf der begrünten Fläche mit mehreren Bäumen befindet sich eine Info-Box mit Informationen zu Veranstaltungen des Vereines.
Am 19. Juli 2025 feierte die Bürgeraktion Orkener Park e.V. ihr 20 jähriges Bestehen seit der Gründung sowie das 10 jährige Jubiläum der Umbenennung der Grünfläche mit einem offenen Fest.